# HD 42168
HD 42168，又名CD-45 2317，SAO 217724、HR 2178，是一颗恒星，视星等为6.51，位于銀經252.3，銀緯-26.36，其B1900.0坐标为赤經6h 4m 7.8s，赤緯-45° -26.36′ 45″。